# Viburnum sempervirens
Viburnum sempervirens är en desmeknoppsväxtart som beskrevs av C. Koch. Viburnum sempervirens ingår i släktet olvonsläktet, och familjen desmeknoppsväxter. Utöver nominatformen finns också underarten V. s. trichophorum.